# Església de Sant Joan de Caselles
Església de Sant Joan de Caselles er en kirke i Canillo, Andorra. Kirken er national kulturarv og registreret i Cultural Heritage of Andorra. Den blev bygget i 1000- og 1100-tallet.